# Ephippiochthonius tuberculatus
Espèce
Synonymes
- Chthonius tuberculatus Hadži, 1937

Ephippiochthonius tuberculatus est une espèce de pseudoscorpions de la famille des Chthoniidae.

## Distribution
Cette espèce se rencontre en Macédoine du Nord, en Grèce, en Roumanie, en Hongrie, en Slovaquie et au Allemagne.

## Publication originale
- Hadži, 1937 : Pseudoskorpioniden aus Südserbien. Glasnik Skopskog Naucnog Drustva, vol. 17, p. 151-187.